# Cynops chenggongensis
Espèce
Statut de conservation UICN

 CR  : 
En danger critique
Cynops chenggongensis est une espèce d'urodèles de la famille des Salamandridae.

## Répartition
Cette espèce est endémique du Yunnan en Chine. Elle se rencontre dans le xian de Chenggong dans la préfecture de Kunming à 1 940 m d'altitude.

## Systématique
Le nom valide complet (avec auteur) de ce taxon est Cynops chenggongensis Kou (d) & Xing (d), 1983,.
Cynops chenggongensis a pour synonyme :
- Hypselotriton chenggongensis (Kou & Xing, 1983)

### Étymologie
Son nom d'espèce, composé de chenggong et du suffixe latin -ensis, « qui vit dans, qui habite », lui a été donné en référence au lieu de sa découverte, le xian de Chenggong.

### Publication originale
- (zh + en) Kou Zhi-tong et Xing Yi-ling, « A new species of Cynops from Yunnan », Acta Herpetologica Sinica, Chengdu, new Serie, vol. 2, no 4,‎ décembre 1983, p. 51-54 (ISSN 1000-3215, lire en ligne, consulté le 11 mars 2025).